# Uesugi Harunori
En aquest nom japonès, el cognom és Uesugi.
Uesugi Harunori (上杉 治憲, 1751 - 1822) fou un dàimio japonès, novè mandatari del domini feudal Yonezawa, una regió d'Okitama. Va néixer a Edo, i fou el segon fill d'un daimyo del clan Akizuki, que controlava part de la província d'Hyuga. La seva mare era la neta del quart mandatari de Yonezawa. Els seus noms d'infantesa foren "Matsusaburō" (松三郎) i "Naomatsu" (直松). Fou adoptat per Uesugi Shigesada, llavors daimyo de Yonezawa, i el 1767 el va succeir en el càrrec. Després de retirar-se va adoptar el nom de Yozan (鷹山).
Se'l coneix principalment per les reformes financeres que va dur a terme i sovint se'l cita com a exemple de bon governador de domini. El domini Yonezawa s'havia endeutat durant uns cent anys fins que Harunori va prendre el control. Shigesada fins i tot havia pensat en la idea de convertir el domini en un shogunat com a últim recurs. Amb tot, fou convençut pel seu sogre, el daimyo de la província Owari, per tal que en comptes de tot això, abdiqués com a daimyo. Fou llavors quan Harunori es va convertir en el nou daimyo de Yonezawa.
Va introduir mesures disciplinàries estrictes i va ordenar l'execució de diversos karō (assessors) que s'oposaven als seus plants. El resultat de les diverses mesures implementades fou que Yonezawa es va convertir en un domini bastant pròsper i no va patir la fam que va patir el Japó en l'era Tenmei (1781-1789). El 1830, quan ja feia una dècada de la mort d'Harunori, Yonezawa fou declarat oficialment pel shogunat com a exemple de bon govern.
Va exposar els seus punts de vista sobre el rol d'un senyor feudal i la tasca de govern en una carta dirigida al seu fill Uesugi Haruhiro:
| « | L'estat (国家, kokka) és heretat d'un avantpassat i es passa a un descendent; no ha de ser administrat egoistament. El senyor existeix per al bé de l'estat i del poble: l'estat i el poble no existeixen per al bé del senyor. | » |